# Экспертиза
Эксперти́за (от лат. expertus «знающий по опыту») — исследование, проводимое компетентным лицом, привлечённым по поручению заинтересованных лиц, в целях получения ответов на вопросы, требующих определённых специальных познаний.
Экспертиза производится по вопросам, возникающим в правоотношениях между субъектами права, с целью разрешения спорных ситуаций, установления фактических данных. Экспертиза проводится специально привлекаемым для этого лицом — экспертом, обладающим специальными познаниями, которыми её инициаторы не обладают.
Экспертное исследование оформляется мотивированным заключением эксперта, в котором описывается ход исследования и даются ответы на поставленные вопросы. Полученное заключение является доказательством, свидетельствующим о наличии / отсутствии интересующих фактических данных в разрешении того или иного вопроса или становится основанием для судебного разбирательства.
Наукой о экспертизе является экспертология.

## Виды экспертиз

### По правовому статусу
По правовому статусу различают экспертизы судебные и внесудебные. Данные исследования могут быть одинаковы по методике и качеству проведения. Отличает их цель проведения экспертизы; если целью экспертизы является использование её результатов в судебном процессе, экспертиза проводится согласно соответствующим нормативно-правовым актам.
- Судебная экспертиза — процессуальное действие, состоящее из проведения исследований и дачи заключения экспертом по вопросам, разрешение которых требует специальных знаний в области науки, техники, искусства или ремесла, и которые поставлены перед экспертом судом, судьёй, органом дознания, лицом, производящим дознание или следователем, в целях установления обстоятельств, подлежащих доказыванию по конкретному делу. Приставка «Судебный» наделяет экспертизу особым процессуальным статусом, который, в свою очередь, определяет, особый порядок её назначения, строгий перечень субъектов, которые могут её назначить и провести, а также их права, обязанности и ответственность. Так судебная экспертиза назначается только судом (лично, либо по ходатайству истца, ответчика, защитника или обвинителя (на стадии судебного разбирательства)), судьёй, органом дознания, лицом, производящим дознание или следователем (на стадии предварительного расследования); может назначаться на стадии предварительного расследования по уголовным делам или на стадии судебного разбирательства в рамках уголовного, гражданского, административного и арбитражного судопроизводства. Судебная экспертиза — это не просто исследование, а процессуальное действие, регулируемое законами (в России — УПК, КоАП, АПК, ГПК, Закон о государственной судебно-экспертной деятельности в Российской Федерации) и иными нормативными актами. Судебный эксперт несёт уголовную ответственность за дачу заведомо-ложного заключения, а заключение эксперта может являться доказательством по делу.
- Внесудебная экспертиза — исследование, проводимое лицом, сведущим в науке, технике, искусстве или ремесле для разрешения вопросов, возникающих в правоотношениях между субъектами права, с целью разрешения спорных ситуаций, установления интересующих фактов. Внесудебная экспертиза не связана с судопроизводством, сфера её применения — гражданские правоотношения. Однако она может являться основанием для судебного разбирательства или возбуждения уголовного дела, если в ходе её проведения будут установлены достаточные для этого факты. Данная экспертиза не имеет особого правового статуса, поэтому её инициатором может быть любое физическое или юридическое лицо, а порядок её проведения имеет свободный характер. Как правило, производство внесудебных экспертиз осуществляется на возмездной основе, специализирующимися на этом независимыми экспертными организациями или негосударственными экспертами. В отличие от судебных экспертиз, лицо проводящее внесудебную экспертизу, не несёт уголовной ответственности за дачу заведомо ложного заключения. В случае ошибки в выводах внесудебной экспертизы, лицо (лица), производящее её несут гражданско-правовую ответственность, выражающуюся в компенсации материального и морального вреда, потерпевшим от данной ошибки лицам.

### По объёму исследований
- Основная экспертиза — впервые проводимая экспертиза.
- Дополнительная экспертиза — экспертиза, которую назначают в случаях возникновения новых вопросов, в отношении объекта (объектов), который исследовался в основной экспертизе. Необходимость в назначении данной экспертизы обычно возникает в случае возникновения новых обстоятельств по делу, в случае направления на экспертизу новых сравнительных образцов и т. д.

### По последовательности проведения
- Первоначальная экспертиза — экспертиза, проводимая в отношении определённого объекта, решающая круг вопросов, ответы на которые не были даны ранее в проводимых исследованиях. Причём, первоначальной экспертизой может быть как основная, так и дополнительная экспертизы, так как основным критерием, указывающим на первоначальность экспертизы является уникальность вопросов, решаемых в рамках данного исследования по конкретно взятому объекту.
- Повторная экспертиза — экспертиза, проводимая по тем же объектам и решающая те же вопросы, что и первичная экспертиза, заключение которой подвергнуто сомнению.

При отнесении экспертизы к первоначальной или повторной следует учитывать, что вопросы, решаемые в рамках внесудебных экспертиз (исследований) по конкретным объектам, могут повторяться в судебных экспертизах, при этом судебные экспертизы не будут являться повторными так как имеют особый процессуальный статус, указывающий на то, что дополнительной или повторной могут быть экспертизы, состоящие со своими основными или первоначальными экспертизами в одном правовом поле.

### По численности и специализации экспертов
- Единоличная экспертиза — проводится одним лицом, обладающим специальными знаниями.
- Комиссионная экспертиза — проводится экспертной комиссией: несколькими экспертами.
- Однородная экспертиза — проводится представителями одной отрасли науки.
- Комплексная экспертиза — проводится специалистом или специалистами обладающими познаниями в разных отраслях науки.

### По задачам
- неидентификационные экспертизы
  - диагностические экспертизы
  - классификационные экспертизы
  - ситуационные
  - реконструкционные
- идентификационные экспертизы
  - установление групповой принадлежности
  - установление тождества

### По характеру использования специальных знаний

#### Криминалистические
- Криминологическая экспертиза

##### Традиционные криминалистические экспертизы
- Баллистическая экспертиза
- Трасологическая экспертиза
- Почерковедческая экспертиза
- Технико-криминалистическая экспертиза документов
- Дактилоскопическая экспертиза
- Портретная экспертиза
- Экспертиза холодного и метательного оружия

##### Новые виды криминалистических экспертиз
- Автороведческая экспертиза
- Лингвистическая экспертиза письменных и устных текстов
- Фоноскопическая (фонографическая) экспертиза
- Видеотехническая экспертиза
- Взрывотехническая экспертиза
- Экспертиза восстановления уничтоженных маркировочных обозначений

##### Криминалистические экспертизы материалов, веществ и изделий из них
- Экспертиза лакокрасочных материалов и покрытий
- Экспертиза объектов волокнистой природы
- Экспертиза нефтепродуктов и горюче-смазочных материалов
- Экспертиза стекла и керамики
- Экспертиза порохов и продуктов выстрела
- Экспертиза металлов и сплавов (металловедческая экспертиза)
- Экспертиза полимерных материалов и изделий из них
- Экспертиза парфюмерных и косметических средств
- Экспертиза наркотических средств и психотропных веществ

#### Медицинские и психофизиологические экспертизы
- Медицинская
  - медицинская экспертиза трупа
  - медицинская экспертиза живых лиц
  - медицинская экспертиза объектов биологического происхождения
  - медицинская молекулярно-генетическая экспертиза вещественных доказательств
  - медицинская экспертиза по делам о профессиональных правонарушениях медицинских работников
  - медицинская экспертиза по материалам уголовных и гражданских дел
- Психиатрическая экспертиза
- Психологическая экспертиза
- Психолого-психиатрическая экспертиза
- Медико-социальная экспертиза

#### Инженерно-технические экспертизы
- Пожарно-техническая экспертиза
- Электротехническая экспертиза
- Строительно-техническая экспертиза
- Компьютерно-техническая экспертиза
  - аппаратно-компьютерная экспертиза
  - программно-компьютерная экспертиза
  - информационно-компьютерная экспертиза
  - компьютерно-сетевая экспертиза
- экспертиза по технике безопасности

#### Инженерно-транспортные экспертизы
- Автотехническая
  - исследование технического состояния транспортных средств;
  - определение механизма дорожно-транспортного происшествия;
  - инженерно-психофизиологическая экспертиза состояния водителя;
  - транспортно-трасологическая;
  - исследование маркировочных обозначений автотранспорта;
  - дорожно-транспортная (определение состояния дорог);
  - экспертиза шин.
- Авиационно-техническая
- Железнодорожно-техническая
- Воднотранспортно-техническая

#### Инженерно-технологические экспертизы
- Технологическая
- Товароведческая
  - экспертиза продовольственных товаров:
    - экспертиза мясо-молочных товаров
    - экспертиза рыбных товаров
    - экспертиза бакалейных товаров
    - экспертиза вино-водочных изделий

  - экспертиза непродовольственных товаров:
    - экспертиза товаров лёгкой промышленности
    - экспертиза электробытовых товаров
    - экспертиза галантерейных товаров
    - экспертиза меховых товаров

#### Экономические экспертизы
- Бухгалтерская экспертиза
- Финансово-экономическая экспертиза
- Инженерно-экономическая экспертиза
- Финансово-кредитная экспертиза
- Налоговая экспертиза
- Экспертиза лизинговых операций

#### Биологические экспертизы
- Ботаническая экспертиза
- Зоологическая экспертиза:
  - орнитологическая — исследует пух и перья птиц;
  - ихтиологическая — исследует чешую и костные останки промысловых рыб;
  - энтомологическая — исследует жизненные формы и продукты жизнедеятельности насекомых.
- Одорологическая экспертиза — исследует запахи следов
- Геномная экспертиза

#### Почвоведческие экспертизы
- Почвоведческая экспертиза
- Минералогическая (геммологическая) экспертиза

#### Сельскохозяйственные экспертизы
- Агробиологическая экспертиза
- Агротехническая экспертиза
- Зооветеринарная экспертиза
- Ветеринарно-токсикологическая экспертиза

#### Экспертизы пищевых продуктов
- Исследование пищевых продуктов
- Исследование спиртосодержащих жидкостей

#### Экологические экспертизы
- Экспертиза экология среды
- Экспертиза экология биоценоза

#### Другие
- Военно-врачебная экспертиза
- Экспертиза проектов
- Метрологическая экспертиза
- Независимая антикоррупционная экспертиза
- Строительная экспертиза
- Экспертиза промышленной безопасности:
  - Экспертиза зданий и сооружений;
  - Экспертиза технических условий;
  - Экспертиза декларации промышленной безопасности.